# العلاقات السويدية الجنوب إفريقية
العلاقات السويدية الجنوب أفريقية هي العلاقات الثنائية التي تجمع بين السويد وجنوب أفريقيا.

## مقارنة بين البلدين
هذه مقارنة عامة ومرجعية للدولتين:
| وجه المقارنة                                              | السويد                                                                               | جنوب أفريقيا |
| --------------------------------------------------------- | ------------------------------------------------------------------------------------ | --- |
| المساحة (كم2)                                             | 450.30 ألف                                                                           | 1.22 مليون |
| عدد السكان (نسمة)                                         | 10.16 مليون                                                                          | 57.73 مليون |
| الكثافة السكانية (ن./كم²)                                 | 22.56                                                                                | 47.32 |
| العاصمة                                                   | ستوكهولم                                                                             | بريتوريا، بلومفونتين، كيب تاون |
| اللغة الرسمية                                             | اللغة السويدية، لغات السامي، اللغة الفنلندية، منكيلي، اللغة الرومنية، اللغة اليديشية | لغة إنجليزية، اللغة الأفريقانية، اللغة النديبلي الجنوبية، اللغة السوثو الشمالية، اللغة السوتية، لغة سوازي، اللغة التسونجا، اللغة التسوانية، اللغة الفيندية، اللغة الكوسية، اللغة الزولوية |
| العملة                                                    | كرونة سويدية                                                                         | راند جنوب أفريقي |
| الناتج المحلي الإجمالي (بليون دولار)                      | 538.04 مليار                                                                         | 349.42 مليار |
| الناتج المحلي الإجمالي (تعادل القوة الشرائية) بليون دولار | 469.01 مليار                                                                         | 725.91 مليار |
| الناتج المحلي الإجمالي الاسمي للفرد دولار أمريكي          | 50.58 ألف                                                                            | 5.72 ألف |
| الناتج المحلي الإجمالي للفرد دولار أمريكي                 | 45.30 ألف                                                                            | 13.05 ألف |
| مؤشر التنمية البشرية                                      | 0.907                                                                                | 0.666 |
| رمز المكالمات الدولي                                      | +46                                                                                  | +27 |
| رمز الإنترنت                                              | .se                                                                                  | .za |
| المنطقة الزمنية                                           | توقيت وسط أوروبا، ت ع م+01:00، ت ع م+02:00، أوروبا/ستوكهولم ‏                         | ت ع م+02:00، أفريقيا/جوهانسبرغ ‏ |

## مدن متوأمة
في ما يلي قائمة باتفاقيات التوأمة بين مدن سويدية وجنوب أفريقية:
- ترتبط غوتنبرغ مع Nelson Mandela Bay Metropolitan Municipality [الإنجليزية]‏ باتفاقية توأمة منذ 1999.[14][15][16][17]
- ترتبط بلدية كوثنبورغ مع Nelson Mandela Bay Metropolitan Municipality [الإنجليزية]‏ باتفاقية توأمة منذ 1965.[18][15][16][17]

## منظمات دولية مشتركة
يشترك البلدان في عضوية مجموعة من المنظمات الدولية، منها:
| علم المنظمة | اسم المنظمة                        | تاريخ انضمام السويد | تاريخ انضمام جنوب أفريقيا |
| ----------- | ---------------------------------- | ------------------- | ------------------------- |
|             | منظمة التجارة العالمية             | 1995                | 1995                      |
|             | البنك الدولي للإنشاء والتعمير      | 31 أغسطس 1951       | 27 ديسمبر 1945            |
|             | منظمة حظر الأسلحة الكيميائية       | ?                   | ?                         |
|             | مؤسسة التنمية الدولية              | 24 سبتمبر 1960      | 12 أكتوبر 1960            |
|             | يونسكو                             | 23 يناير 1950       | 4 نوفمبر 1946             |
|             | الاتحاد البريدي العالمي            | ?                   | ?                         |
|             | مؤسسة التمويل الدولية              | 20 يوليو 1956       | 3 أبريل 1957              |
|             | المنظمة الهيدروغرافية الدولية      | ?                   | ?                         |
|             | مجموعة الموردين النوويين           | ?                   | ?                         |
|             | وكالة ضمان الاستثمار متعدد الأطراف | 12 أبريل 1988       | 10 مارس 1994              |
|             | الفريق المعني برصد الأرض           | ?                   | ?                         |
|             | منظمة الشرطة الجنائية الدولية      | ?                   | ?                         |
|             | الأمم المتحدة                      | 19 نوفمبر 1946      | 7 نوفمبر 1945             |
|             | نظام تحكم تكنولوجيا القذائف        | 1991                | 1995                      |
|             | الاتحاد الدولي للاتصالات           | 1866                | 1910                      |
|             | البنك الإفريقي للتنمية             | ?                   | ?                         |

## وصلات خارجية
- موقع وزارة الخارجية السويدية
- موقع وزارة الخارجية الجنوب أفريقية